# Saint-Méen
Saint-Méen (tiếng Breton: Sant-Neven) là một xã của tỉnh Finistère, thuộc vùng Bretagne, miền tây bắc Pháp.

## Dân số
Người dân ở Saint-Méen được gọi là Mévennais.